# Stroud (Hampshire)
Pour les articles homonymes, voir Stroud (homonymie).
Stroud est une paroisse civile et un village du Hampshire, en Angleterre.